# Svetozar Vujović
Pour les articles homonymes, voir Vujovic.

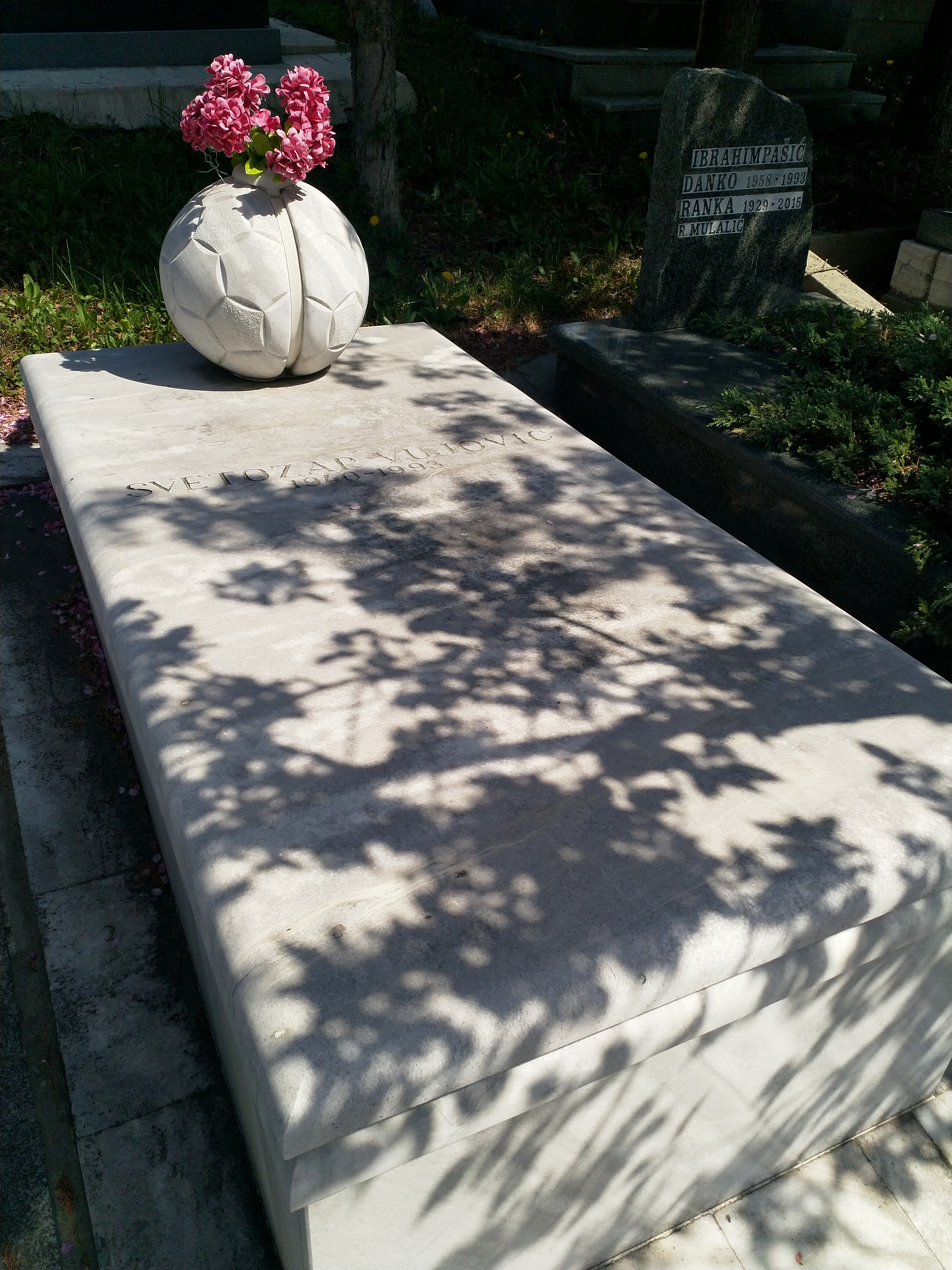
Tombe de Svetozar Vujović.

Svetozar Vujović (né le 3 mars 1940 à Bileća et mort le 16 janvier 1993 à Sarajevo) était un footballeur et entraîneur yougoslave.

## Biographie
En tant que défenseur, Svetozar Vujović fut international yougoslave à 8 reprises (1963-1964) pour aucun but inscrit.
Il participa aux Jeux olympiques de 1964, où il fut titulaire dans tous les matchs, l'équipe terminant 6e sur 14 dans le tournoi.
Il ne joua que dans un seul club, le FK Sarajevo. Avec ce club, il remporta le championnat yougoslave en 1967. En 254 matchs, il inscrivit un seul but. Fidèle à ce club, il devint entraîneur pendant deux saisons (1973-1975), sans rien remporter.

## Clubs

### En tant que joueur
- 1959-1972 :  FK Sarajevo

### En tant qu'entraîneur
- 1973-1975 :  FK Sarajevo

## Palmarès
- Coupe de Yougoslavie de football
  - Finaliste en 1967
- Championnat de Yougoslavie de football

- - Champion en 1967
  - Vice-champion en 1965